# ميلوس ديوركوفيتش
ميلوس ديوركوفيتش هو لاعب كرة قدم ومدرب كرة قدم بوسني في مركز حراسة المرمى، ولد في 29 فبراير 1956 في سراييفو في البوسنة والهرسك. لعب مع أضنة دمير سبور ونادي بشكتاش ونادي ساراييفو.